# لوئیسیا استراس
لوئیسیا استراس (به انگلیسی: Lusia Strus) (زاده ۱۳ دسامبر ۱۹۶۹)، بازیگر آمریکایی است.
از فیلم‌های معروف او می‌توان به بازی در فیلم ۵۰ قرار اول، دختر شایسته اخلاق ۲ اشاره کرد.